# Melstone
Melstone és una població dels Estats Units a l'estat de Montana. Segons el cens del 2000 tenia 136 habitants.

## Demografia
Segons el cens del 2000, Melstone tenia 136 habitants, 56 habitatges, i 38 famílies. La densitat de població era de 77,2 habitants per km².
Dels 56 habitatges en un 28,6% hi vivien nens de menys de 18 anys, en un 53,6% hi vivien parelles casades, en un 10,7% dones solteres, i en un 32,1% no eren unitats familiars. En el 30,4% dels habitatges hi vivien persones soles el 16,1% de les quals corresponia a persones de 65 anys o més que vivien soles. El nombre mitjà de persones vivint en cada habitatge era de 2,43 i el nombre mitjà de persones que vivien en cada família era de 3,03.
Per edats la població es repartia de la següent manera: un 25,7% tenia menys de 18 anys, un 6,6% entre 18 i 24, un 25% entre 25 i 44, un 27,2% de 45 a 60 i un 15,4% 65 anys o més.
L'edat mediana era de 41 anys. Per cada 100 dones de 18 o més anys hi havia 90,6 homes.
La renda mediana per habitatge era de 31.250 $ i la renda mediana per família de 33.438 $. Els homes tenien una renda mediana de 36.250 $ mentre que les dones 12.083 $. La renda per capita de la població era de 15.027 $. Cap de les famílies i el 5,8% de la població estaven per davall del llindar de pobresa.

## Poblacions més properes
El següent diagrama mostra les poblacions més properes.